# Heerlijkheid Oberbronn
Oberbronn was een heerlijkheid binnen het Heilige Roomse Rijk.

## Ontstaan van de heerlijkheid
De heerlijkheid Oberbronn is ontstaan door een deling van de heerlijkheid Lichtenberg volgens het verdrag van Heidelberg in 1541. 
Na de dood van graaf Simon IX Wecker van Zweibrücken-Bitsch was op 28 oktober 1540 overleden en liet twee minderjarige dochters na: Amalie en Esther. De jongere broer van Simon IX Wecker, genaamd Jakob, maakte ook aanspraak op de erfenis. In het vergelijk te Heidelberg werd vast gelegd dat Jakob zijn broer opvolgde in het graafschap Bitsch en de zusters Amalie en Esther de allodiale bezittingen buiten het graafschap Bitsch erfden. Esther bleef ongehuwd en overleed in 1542. 

## De heerlijkheid omstreden tussen Leingen-Westerburg en Hanau-Lichtenberg
Amalie huwde in 1551 graaf Philips I van Leiningen-Westerburg, waardoor de heerlijkheid Oberbronn in het bezit kwam van de familie Leiningen-Westerburg. Daarnaast bleven ook de nakomelingen van graaf Jakob van Zweibrücken-Bitsch aanspraak maken op delen van de heerlijkheid. Jakob had geen zonen bij zijn overlijden in 1570. Het prinsbisdom Straatsburg bezette daarop het tot de heerlijkheid Oberbronn behorende Reichshoffen. De dochter van Jakob, Ludowike Margaretha (1540-1569) was gehuwd met graaf Philips V van Hanau-Lichtenberg en deze familie nam bezit van het in de heerlijkheid Oberbronn gelegen kasteel Niederbronn. Een juridische strijd tussen Hanau-Lichtenberg en Leiningen-Westerburg leidde in 1667 tot een uitspraak ten gunste van Leiningen-Westerburg. Het vonnis werd echter door de toen heersende oorlogsomstandigheden niet uitgevoerd en pas in 1709 volgde een definitieve uitspraak, die de graven van Hanau uit Oberbronn verdreef.

## De opvolging na 1665
Graaf Johan Lodewijk van Leiningen-Westerburg liet bij zijn dood in 1665 de heerlijkheid na aan zijn beide dochters Esther Juliana (1655-1709) en Sophia Sybille (1656-1724). Zijn oom, Philips II van Leiningen-Westerburg-Rixingen nam de heerlijkheid echter in bezit. Onder diens zoon, Lodewijk Eberhard vond een mini-oorlog plaats. Het slot te Oberbronn werd in 1665 veroverd door een legertje van paltsgraaf Adolf Johan I van Palts-Kleeburg, een oom van de koning van Zweden. De bezetters werden verdreven, maar de schade was enorm.
Op 12 april 1691 deed de Conseil Souverain d'Alsace een uitspraak ten gunste van de twee zusters. Door de oorlogsomstandigheden kwam het niet ten uitvoer. Op 25 mei 1693 werd een verdeling gemaakt door een bemiddelaar, waarbij het van belang was of men onderdaan was van de koning van Frankrijk of van de keizer. Die verdeling was:
- 1/3 deel aan de beide zusters
- 1/3 aan de Franse echtgenote van Philips Lodewijk van Leiningen-Westerburg (de graaf zelf stond in Duitse dienst)
- 1/3 aan hun zoon Johan Karel (1674-1700, deze stond in Franse dienst)

Na het sluiten van de Vrede van Rijswijk in 1697 veranderde de situatie. De heerlijkheid Oberbronn was nu definitief deel van Frankrijk en geen deel meer van het Heilige Roomse Rijk. De Duitse onderdanen konden terugkeren. Een arrest van 1701 eiste vervolgens de uitvoering van de uitspraak uit 1691 ten gunste van de zusters.
Esther Juliana huwde Louis de Sinclair en overleed kinderloos. Haar aandeel kwam via haar man in het bezit van de familie Lewenhaupt. Sophia Sybille huwde twee maal. Haar eerste echtgenoot was Johan Lodewijk van Leiningen-Dagsburg-Guntersblum en haar tweede echtgenoot was Frederik I van Hessen-Homburg. Haar aandeel werd verdeeld onder drie van haar zonen: twee uit haar eerste huwelijk en één uit haar tweede huwelijk.

## Het aandeel van de familie Sinclair
Zoals hierboven vermeld, kwam het aandeel van Esther Juliane van Leiningen-Westerburg na haar dood in 1709 aan haar echtgenoot Louis de Sinclair. Deze huwde vervolgens in 1732 Sophia Auguste Lewenhaupt. De dochter uit dit huwelijk, Louise Johanna de Sinclair huwde in 1751 Adam van Lewenhaupt, waardoor dit aandeel in de familie Lewenhaupt kwam.

## Het aandeel van Leiningen-Dagsburg-Guntersblum
Zoals hierboven vermeld werd het aandeel van Sophia Sybille van Leiningen-Westerburg verdeeld onder drie van haar zonen. De twee zonen uit haar eerste huwelijk waren Karel Lodewijk (1679-1709) en Emich Leopold (1685-1719). Karel Lodewijk werd opgevolgd door zijn dochter Sophie Charlotte, die gehuwd was met Christiaan Adolf van Köhler. Zij verkochten hun aandeel aan Hohenlohe-Bartenstein. De nakomelingen van de andere zoon verkochten hun aandeel in etappen. In 1760 en in 1761 werden delen verkocht aan de bankier Dietrich. Deze bankier kocht ook delen van Reichshoffen.

## Het aandeel van Hessen-Homburg
Zoals hierboven vermeld erfde ook een zoon van Sophia Sybille van Leiningen-Westerburg uit haar tweede huwelijk een deel van de heerlijkheid Oberbronn, te weten landgraaf Lodewijk Georg van Hessen-Homburg (1693-1728). Deze werd weer opgevolgd door zijn dochter Sophia Maria, die gehuwd was met vorst Karel Philip Frans van Hohenlohe-Bartenstein (1702-1763). Zij bezit in 1723 ongeveer 2/3 van Oberbronn. Verder erfde zij ook de heerlijkheid Forbach. 

## Het aandeel van Hohenlohe-Bartenstein
De bezitsverhoudingen waren volgens een rapport van 9 december 1762 als volgt:
|                    | ambt Oberbronn | ambt Niederbronn |
| ------------------ | -------------- | ---------------- |
| Lewenhaupt         | 9              | 18               |
| von Dietrich       | 8              | 4                |
| Hohenlohe          | 15             | 12               |
| Leiningen-Dagsburg | 4              | 2                |
| totaal             | 36             | 36               |

In 1764 vonden er veranderingen plaats. De vorsten van Hohenlohe-Bartenstein verkochten een aantal bezittingen binnen de heerlijkheid aan baron Johan van Dietrich. Vorst Lodewijk Leopold stond in 1785 Oberbronn af aan zijn jongere broer Jozef, de latere bisschop van Breslau. Al in 1788 droeg deze de heerlijkheid over aan Karel Jozef, een jongere zoon van vorst Lodewijk Leopold.

## Het einde van de heerlijkheid
In 1789 hief de Nationale Vergadering na de Franse Revolutie alle rechten van Hohenlohe en Lewenhaupt op. Gravin Carolina Christina Auguste van Lewenhaupt kon echter blijven wonen in haar deel van het slot. Ook de familie van Dietrich bleef aanvankelijk eigenaar van zijn bezittingen. Het nieuwe slot van de vorst van Hohenlohe werd in 1793 geplunderd en vernield. 

## Reichsdeputationshauptschluss
In de Reichsdeputationshauptschluss van 25 februari 1803 werden de volgende schadeloosstellingen voor de bezitters vastegesteld:
In paragraaf 6 werd aan gravin Lewenhaupt en vrijheer Dietrich een rente toegekend voor het verlies van hun rechten op een aandeel in Oberbronn en Niederbronn.
In paragraaf 18 werd aan Hohenlohe-Bartenstein voor het verlies van Oberbronn toegekend van het voormalige prinsbisdom Würzburg de ambten Faltenbergstetten, Lautenbach, Jaxtberg en Braunsbach, de Würzburger tol binnen Hohenlohe en een deel van het dorp Neuenkirchen; verder van Hohenlohe-Neuenstein het dorp Münster en het oostelijk deel van het gebied Carlsberg.

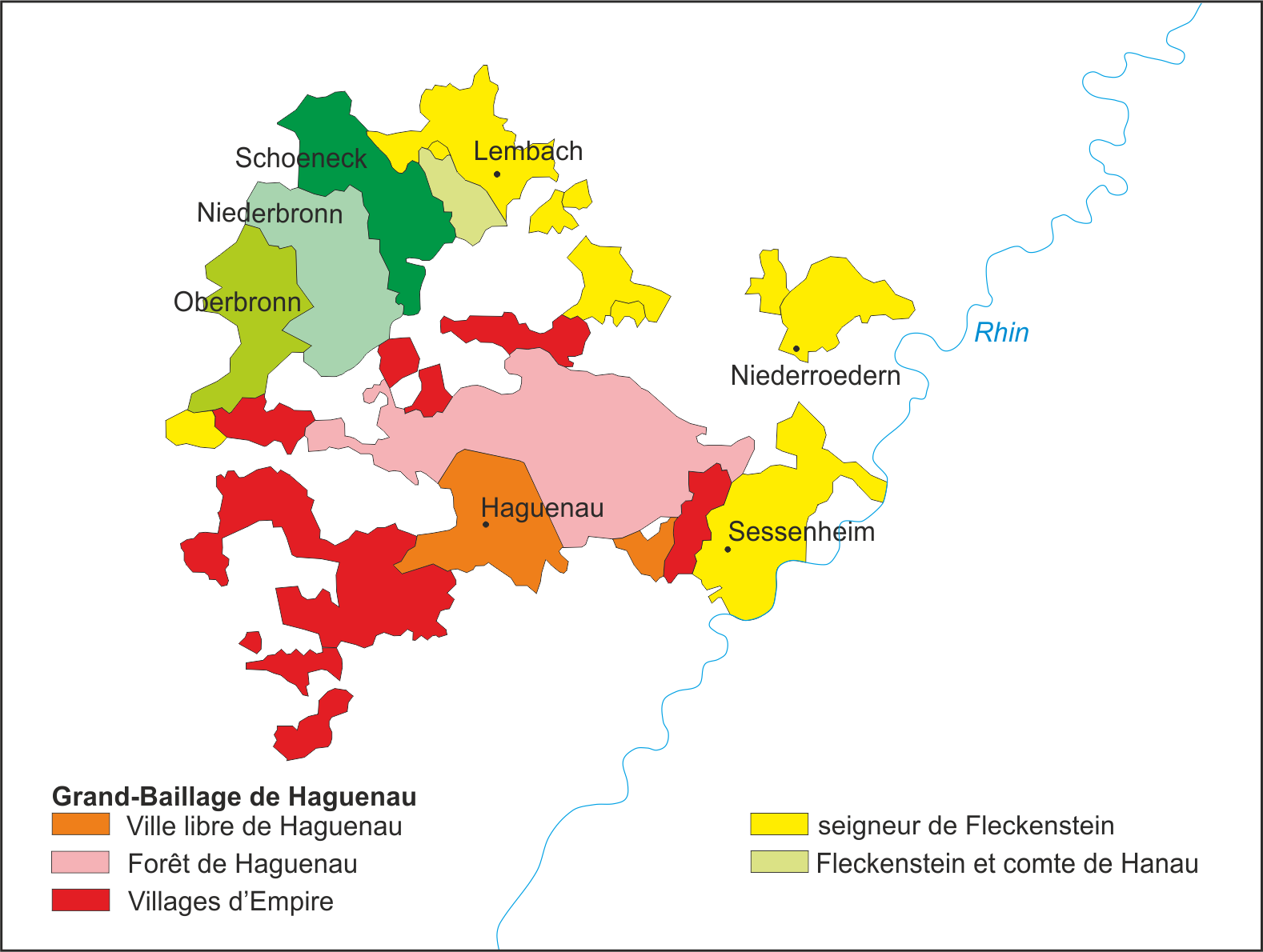
Kaart van de heerlijkheden Fleckenstein, Schoeneck, Niederbronn en Oberbronn

## Gebied van de heerlijkheid
De heerlijkheid Oberbronn was verdeeld in de twee ambten Oberbronn en Niderbronn.
Tot het ambt Oberbronn behoorden de dorpen 
- Oberbronn
- Zinswiller
- Uhrwiller
- Mertzwiller
- Gumbrechtshoffen (gedeeld tussen de ambten Oberbronn en Niederbronn)
- Rothbach (met het gehucht Wildenguth)
- Weinbourg (half, de andere helft bij graafschap Lützelstein)
- Sparsbach
- Erckartswiller (bij kasteel Lutzelstein)
- Zittersheim

Tot het ambt Niederbronn behoorden de dorpen
- Niederbronn met de burcht
- Gundershoffen
- Gumprechtshofen (gedeeld tussen Oberbronn en Niederbronn)
- Uttenhoffen
- Griesbach

## Regenten
| regering  | naam                                                | geboren    | overleden | familie                         |
| --------- | --------------------------------------------------- | ---------- | --------- | ------------------------------- |
| ?-1597    | Philips I van Leiningen-Westerburg                  | 10-11-1527 | 27-9-1597 | echtgenoot                      |
| 1597-1622 | Johan Lodewijk                                      | 10-8-1557  | 22-8-1622 | zoon                            |
| 1622-1635 | Lodewijk Emich                                      | 24-8-1595  | 1-6-1635  | zoon                            |
| 1635-1665 | Johan Lodewijk                                      | 1625       | 18-4-1665 | zoon                            |
| 1665-1668 | Philips II                                          | 5-1-1591   | 9-2-1668  | oudere broer van vader          |
| 1668-1688 | Lodewijk Eberhard                                   | 18-7-1624  | 1688      | zoon                            |
| 1688-1701 | Philips Lodewijk                                    | -2-1652    | 16-8-1705 | zoon                            |
| 1701-1709 | Esther Juliane                                      | 1655       | 18-5-1709 | dochter van Johan Lodewijk      |
| 1701-1724 | Sophie Sybile                                       | 14-7-1656  | 13-4-1724 | zuster                          |
| 1724- ?   | Sophie Charlotte van Leiningen-Dagsburg-Guntersblum | 1706       | ?         | kleindochter van Sophie Sybille |
| 1724-1728 | Lodewijk Georg                                      | 10-1-1693  | 1-3-1728  | zoon van Sophie Sybille         |
| 1728-1763 | Karel Philips Frans van Hohenlohe-Bartenstein       | 17-7-1702  | 1-3-1763  | schoonzoon van Lodewijk Georg   |
| 1763-1785 | Lodewijk Karel                                      | 15-11-1731 | 14-6-1799 | zoon                            |
| 1785-1788 | Jozef                                               | 6-11-1740  | 21-1-1817 | broer                           |
| 1788-1797 | Karel Jozef                                         | 12-12-1766 | 6-7-1838  | zoon van Lodewijk Karel         |